# Tomasz Prasnal
Tomasz Prasnal (ur. 18 marca 1978 roku w Zabrzu) – polski piłkarz występujący na pozycji pomocnika.
Karierę zaczynał w roku 1996 w Zabrzu. Grał tam aż do roku 2003 i w tym właśnie roku Prasnal chciał spróbować szczęścia w innym klubie. Trafił do imiennika, tylko że z siedzibą w Łęcznej. Nie zagrzał tam długo miejsca. W Łęcznej w dwóch sezonach zagrał tylko w 7 spotkaniach i nie strzelił w nich żadnego gola. Między innymi dlatego Prasnal w roku 2005 wrócił do Górnika Zabrze. Latem 2007 roku przeniósł się do GKS Katowice.